# Európai makroszeizmikus skála
Az európai makroszeizmikus skála a Mercalli-skála továbbfejlesztett és Európában használt változata. EMS-98 néven is hivatkoznak rá, mert 1998-ban hozták nyilvánosságra az 1992-es tesztváltozat továbbfejlesztését követően. Kézikönyv is tartozik hozzá, amiben tájékoztató leírások, ábrák és az alkalmazására példák találhatóak.
Az egyes fokozatokat nem a földrengés fészkében felszabaduló energia mértékéből vezeti le mint azt például a Richter-skála teszi, hanem a hatás helyén, a rengés által okozott pusztításból. Így egyazon földrengés különböző helyeken eltérő fokozatúnak minősülhet.
| | |  |
| I. Nem érezhető                                                                                       | Nem érezhető, még a legkedvezőbb körülmények között sem. |  |
| II. Alig érezhető                                                                                     | A rezgést csak egy-egy, elsősorban fekvő ember érzi, különösen magas épületek felsőbb emeletein |  |
| III. Gyenge                                                                                           | A rezgés gyenge, néhány ember érzi, főleg épületen belül. A fekvő emberek lengést vagy gyenge remegést éreznek. |  |
| IV. Széles körben érezhető                                                                            | A rengést épületen belül sokan érzik, a szabadban kevesen. Néhány ember felébred. A rezgés mértéke nem ijesztő. Ablakok, ajtók, edények megcsörrennek, felfüggesztett tárgyak lengenek |  |
| V. Erős                                                                                               | A rengést épületen belül a legtöbben érzik, a szabadban csak néhányan. Sok alvó ember felébred, néhányan a szabadba menekülnek. Az egész épület remeg, a felfüggesztett tárgyak nagyon lengenek. Tányérok, poharak összekoccannak. A rezgés erős. Felül nehéz tárgyak felborulnak. Ajtók, ablakok kinyílnak vagy becsukódnak. |  |
| VI. Kisebb károkat okozó                                                                              | Épületen belül szinte mindenki, szabadban sokan érzik. Épületben tartózkodók közül sokan megijednek, és a szabadba menekülnek. Kisebb tárgyak leesnek. Hagyományos épületek közül sokban keletkezik kisebb kár, hajszálrepedés a vakolatban, kisebb vakolatdarabok lehullanak.                                                |  |
| VII. Károkat okozó                                                                                    | A legtöbb ember megrémül, és a szabadba menekül. Bútorok elmozdulnak, a polcokról sok tárgy leesik. Sok hagyományos épület szenved mérsékelt sérülést: kisebb repedések keletkeznek a falakban, kémények ledőlnek |  |
| VIII. Súlyos károkat okozó                                                                            | Bútorok felborulnak. Sok hagyományos épület megsérül: kémények ledőlnek, a falakban nagy repedések keletkeznek, néhány épület részlegesen összedől. |  |
| IX. Pusztító                                                                                          | Oszlopok, műemlékek ledőlnek vagy elferdülnek. Sok hagyományos épület részlegesen, néhány teljesen rombadől. |  |
| X. Nagyon pusztító                                                                                    | Sok hagyományos épület összedől. |  |
| XI. Elsöprő                                                                                           | A legtöbb épület összedől. |  |
| XII. Teljesen elsöprő                                                                                 | Gyakorlatilag minden építmény megsemmisül. |  |
| (A leírások tömörítettek, a teljes leírás a forrásként hivatkozott angol nyelvű szövegben olvasható.) | |  |